# Robert Blum (strzelec)
Robert Blum – szwajcarski strzelec, wielokrotny mistrz świata.
Był związany z Genewą. 
Podczas swojej kariery Robert Blum zdobył osiem medali na mistrzostwach świata. Wśród nich dwukrotnie stawał na podium w zawodach indywidualnych w pistolecie dowolnym z 50 m, osiągając srebro w 1925 (uplasował się za Wilhelmem Schnyderem) i brąz w 1922 (wyprzedzili go Hans Hänni i Camillo Isnardi). W zawodach drużynowych w pistolecie dowolnym z 50 metrów pięciokrotnie wywalczył tytuł mistrza świata, raz zostając wicemistrzem globu. 

## Medale mistrzostw świata
Opracowano na podstawie materiałów źródłowych:
| Mistrzostwa     | Konkurencja                       | Wynik                             | Miejsce |
| --------------- | --------------------------------- | --------------------------------- | ------- |
| Mediolan 1922   | Pistolet dowolny, 50 m            | 511 pkt.                          |         |
| Mediolan 1922   | Pistolet dowolny, 50 m, drużynowo | 2553 pkt. (druż.) 511 pkt. (ind.) |         |
| Reims 1924      | Pistolet dowolny, 50 m, drużynowo | 2572 pkt. (druż.)                 |         |
| St. Gallen 1925 | Pistolet dowolny, 50 m            | 507 pkt.                          |         |
| St. Gallen 1925 | Pistolet dowolny, 50 m, drużynowo | 2465 pkt. (druż.) 507 pkt. (ind.) |         |
| Rzym 1927       | Pistolet dowolny, 50 m, drużynowo | 2573 pkt. (druż.) 511 pkt. (ind.) |         |
| Loosduinen 1928 | Pistolet dowolny, 50 m, drużynowo | 2581 pkt. (druż.) 495 pkt. (ind.) |         |
| Sztokholm 1929  | Pistolet dowolny, 50 m, drużynowo | 2651 pkt. (druż.) 526 pkt. (ind.) |         |